# Tergnier
Tergnier és un municipi francès situat al departament de l'Aisne i a la regió dels Alts de França. L'any 2007 tenia 14.722 habitants.

## Demografia

### Població
El 2007 la població de fet de Tergnier era de 14.722 persones. Hi havia 6.111 famílies de les quals 1.983 eren unipersonals (700 homes vivint sols i 1.283 dones vivint soles), 1.675 parelles sense fills, 1.850 parelles amb fills i 603 famílies monoparentals amb fills.
La població ha evolucionat segons el següent gràfic:
Habitants censats

### Habitatges
El 2007 hi havia 6.677 habitatges, 6.194 eren l'habitatge principal de la família, 51 eren segones residències i 432 estaven desocupats. 4.898 eren cases i 1.732 eren apartaments. Dels 6.194 habitatges principals, 3.147 estaven ocupats pels seus propietaris, 2.986 estaven llogats i ocupats pels llogaters i 61 estaven cedits a títol gratuït; 94 tenien una cambra, 537 en tenien dues, 1.450 en tenien tres, 2.161 en tenien quatre i 1.952 en tenien cinc o més. 3.475 habitatges disposaven pel capbaix d'una plaça de pàrquing. A 3.193 habitatges hi havia un automòbil i a 1.519 n'hi havia dos o més.

### Piràmide de població
La piràmide de població per edats i sexe el 2009 era:
| Homes | Edats   | Dones |
| ----- | ------- | ----- |
| 12    | 95 o +  | 20    |
| 20    | 90 a 94 | 64    |
| 56    | 85 a 89 | 164   |
| 72    | 80 a 84 | 116   |
| 244   | 75 a 79 | 340   |
| 312   | 70 a 74 | 452   |
| 340   | 65 a 69 | 432   |
| 292   | 60 a 64 | 348   |
| 328   | 55 a 59 | 356   |
| 421   | 50 a 54 | 424   |
| 497   | 45 a 49 | 504   |
| 588   | 40 a 44 | 532   |
| 568   | 35 a 39 | 544   |
| 500   | 30 a 34 | 520   |
| 440   | 25 a 29 | 504   |
| 493   | 20 a 24 | 444   |
| 528   | 15 a 19 | 532   |
| 644   | 10 a 14 | 616   |
| 628   | 5 a 9   | 460   |
| 384   | 0 a 4   | 344   |

## Economia
El 2007 la població en edat de treballar era de 9.113 persones, 5.922 eren actives i 3.191 eren inactives. De les 5.922 persones actives 4.906 estaven ocupades (2.821 homes i 2.085 dones) i 1.017 estaven aturades (526 homes i 491 dones). De les 3.191 persones inactives 789 estaven jubilades, 886 estaven estudiant i 1.516 estaven classificades com a «altres inactius».

### Ingressos
El 2009 a Tergnier hi havia 6.103 unitats fiscals que integraven 14.527 persones, la mediana anual d'ingressos fiscals per persona era de 14.085 €.

### Activitats econòmiques
Dels 387 establiments que hi havia el 2007, 10 eren d'empreses extractives, 11 d'empreses alimentàries, 1 d'una empresa de fabricació de material elèctric, 1 d'una empresa de fabricació d'elements pel transport, 18 d'empreses de fabricació d'altres productes industrials, 48 d'empreses de construcció, 90 d'empreses de comerç i reparació d'automòbils, 19 d'empreses de transport, 35 d'empreses d'hostatgeria i restauració, 3 d'empreses d'informació i comunicació, 12 d'empreses financeres, 16 d'empreses immobiliàries, 21 d'empreses de serveis, 73 d'entitats de l'administració pública i 29 d'empreses classificades com a «altres activitats de serveis».
Dels 107 establiments de servei als particulars que hi havia el 2009, 1 era una comissaria de policia, 1 oficina d'administració d'Hisenda pública, 4 oficines de correu, 5 oficines bancàries, 2 funeràries, 8 tallers de reparació d'automòbils i de material agrícola, 1 taller d'inspecció tècnica de vehicles, 2 autoescoles, 1 paleta, 9 guixaires pintors, 8 fusteries, 15 lampisteries, 5 electricistes, 6 empreses de construcció, 14 perruqueries, 1 veterinari, 15 restaurants, 5 agències immobiliàries, 3 tintoreries i 1 saló de bellesa.
Dels 53 establiments comercials que hi havia el 2009, 3 eren supermercats, 6 botiges de menys de 120 m², 10 fleques, 3 carnisseries, 1 una carnisseria, 5 llibreries, 6 botigues de roba, 2 botigues d'equipament de la llar, 2 sabateries, 1 una sabateria, 4 botigues de material esportiu, 1 una botiga de material de revestiment de parets i terra, 1 un drogueria, 2 joieries i 6 floristeries.
L'any 2000 a Tergnier hi havia 14 explotacions agrícoles que ocupaven un total de 624 hectàrees.

## Equipaments sanitaris i escolars
El 2009 hi havia 1 hospital de tractaments de curta durada, 1 psiquiàtric, 7 farmàcies i 4 ambulàncies.
El 2009 hi havia 5 escoles maternals i 9 escoles elementals. Tergnier disposava de 2 col·legis d'educació secundària amb 867 alumnes.

## Poblacions més properes
El següent diagrama mostra les poblacions més properes.